# Xuthal del crepúsculo
Xuthal del crepúsculo (titulado originalmente en inglés Xuthal of the Dusk) es un relato escrito por el autor estadounidense Robert E. Howard para su personaje de ficción Conan el Cimmerio. Fue publicado por primera vez en septiembre de 1933 en la revista pulp Weird Tales, aunque con el título The Slithering Shadow (La sombra deslizante). El relato está ambientado en la mítica Era Hiboria, un universo de ficción de espada y brujería creado por Howard.

## Sinopsis
Fracasado el proyecto de Conan de fusionar a los montañeses en una única nación, éste decide volver al Occidente hiborio, que arde en luchas intestinas. En Koth, Almuric se ha rebelado contra el rey Strabonus, lo que decide al cimerio a prestarle su ayuda, enrolándose como mercenario en su ejército. Pero las naciones vecinas ayudan al monarca, por lo que los rebeldes se dirigen hacia Shem, siendo rechazados hacia el S., penetrando en Estigia y llegando hasta los Países Negros, en donde una fuerza combinada de estigios y kushitas los aniquilan. Conan y su amante de turno, Natala, una esclava britunia, se cuentan entre los escasos supervivientes. Llegan a una extraña ciudad, que parece abandonada, en la que el cimerio lucha contra uno de sus habitantes, que momentos antes daba la impresión de estar muerto. Divisan una sombra que engulle a un durmiente. Deambulando por la ciudad encuentran a Thalis, una estigia. La ciudad, que se llama Xuthal, fue construida hace tiempo por gentes llegadas del Oriente, lo que explica el color amarillento de su piel y la forma almendrada de los ojos de sus habitantes que se hicieron adictos al Loto Negro, hasta tal punto de que pasan más tiempo dormidos que despiertos. Thog, una extraña entidad, vivía por la región antes de su llegada, y no es otra cosa que la sombra que fue vista por Conan y Natala. La existencia se hace más llevadera con la droga, ante la incertidumbre de la hora de la muerte. La estigia desea al cimerio, por lo que intenta desembarazarse de su acompañante, pero se convertirá en la siguiente víctima de Thog. Conan, tras luchar contra los enloquecidos habitantes de la ciudad, se enfrentará con el monstruo, haciendo que regrese, a espadazos, a su guarida. Junto a Natala abandonará la ciudad.

## Adaptaciones
El relato fue adaptado a cómic en julio de 1977 con el título The Slithering Shadow por Roy Thomas, John Buscema y Alfredo Alcalá en el número 20 de la colección La espada salvaje de Conan de la editorial Marvel Comics (Savage Sword of Conan #20). La primera edición en español de esta historieta fue publicada por Ediciones Vértice con el título La sombra deslizante en el número 52 de la colección Relatos Salvajes, de diciembre de 1977. Más tarde Comics Forum publicó su propia versión en español, con el mismo título que el tebeo de Ediciones Vértice, pero en el número 13 de su colección Super Conan.